# Toyota AE86
Toyota AE86 – kompaktowy samochód osobowy oparty na piątej generacji Corolli produkowany przez japońską firmę Toyota w latach 1983–1987. Dostępny jako 2-drzwiowe coupé oraz 3-drzwiowy hatchback. Do napędu używano benzynowych silników R4 o pojemności 1,6 litra. Wersja Levin charakteryzowała się zespolonymi lampami przednimi, Trueno zaś chowanymi reflektorami. Model ten często używany jest w zawodach driftingowych.

## Historia i wersje
W Europie oraz Japonii samochód dostępny był z wyposażonym we wtrysk paliwa silnikiem 4A-GEU DOHC używanym także w 1. generacji modelu MR2. Generował on moc maksymalną 130 KM (96 kW) oraz moment obrotowy 150 Nm. Oprócz tego istniała także słabsza odmiana tego silnika - moc 120 KM (88 kW), moment 142 Nm. Cechą charakterystyczną silników z rodziny 4A-GE montowanych w AE86 i MR2 był system T-VIS - kolektor dolotowy o zmiennej długości poprawiający charakterystykę przebiegu krzywej momentu obrotowego (przyrost przy niskich obrotach).
Na rynek północnoamerykański przygotowano wersję z silnikiem 4A-GEC. By spełnić normy czystości spalin dla stanu Kalifornia moc obniżono do 114 KM (84 kW), moment obrotowy zaś do 136 Nm. Oprócz tego w USA dostępna była uboższa wersja SR5 wyposażona w słabszy silnik SOHC 4A-C o mocy 88 KM (64 kW) oraz hamulce bębnowe na tylnej osi. Opcjonalnie silnik można było zblokować z 4-biegowym automatem (tylko w wersji SR5).
Na obu osiach pojazdu użyto wentylowanych hamulców tarczowych. Niezależne zawieszenie przednich kół oparte zostało na kolumnach MacPhersona. Opcjonalnie pojazd mógł zostać wyposażony w mechanizm różnicowy o ograniczonym poślizgu (LSD).

## W kulturze

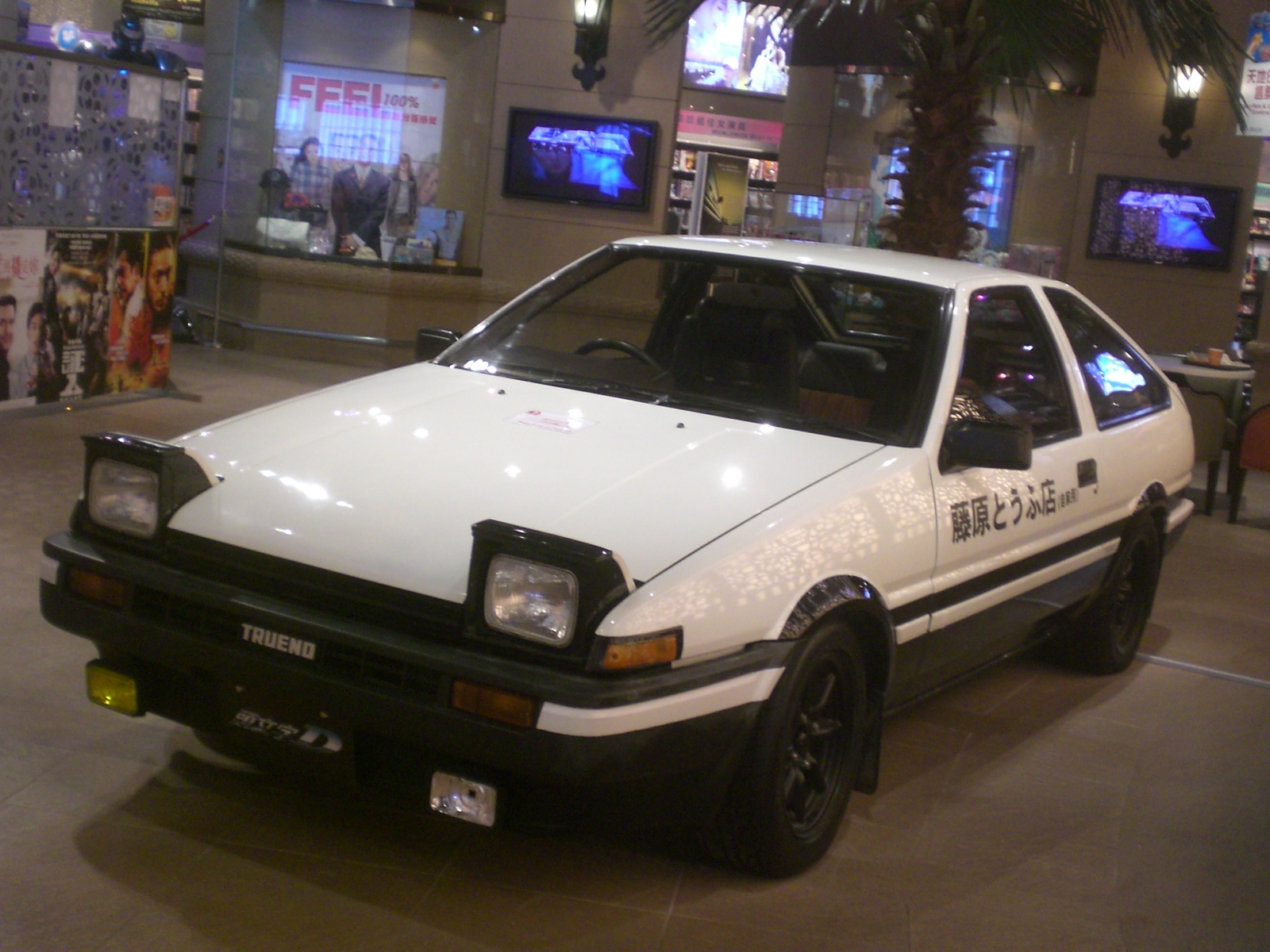
Replika AE86 Trueno z Initial D

Główny bohater anime, mangi, gier komputerowych i pełnometrażowego filmu pt. Initial D, Takumi Fujiwara, używa do przewozu tofu z rodzinnego sklepu do hoteli nad jeziorem Akina należącą do swojego ojca Toyotę AE86 Trueno GT-Apex Hatchback Zenki z 1984, będącą w czasie akcji "Initial D" (lata 90/00) już modelem przestarzałym. W późniejszym czasie Takumi dostaje od ojca AE86 Trueno i rozpoczyna karierę kierowcy w grupie Project D.

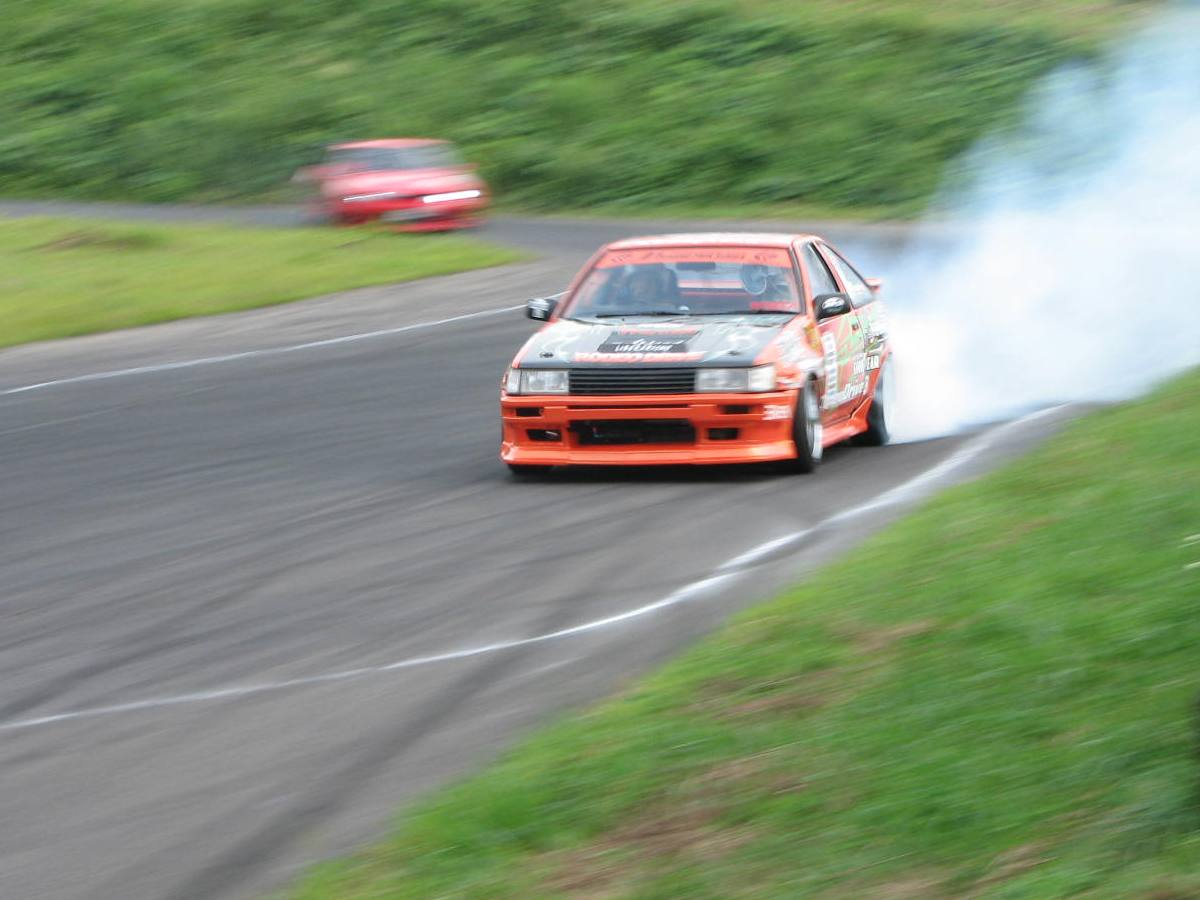
AE86 Levin w zawodach driftowych

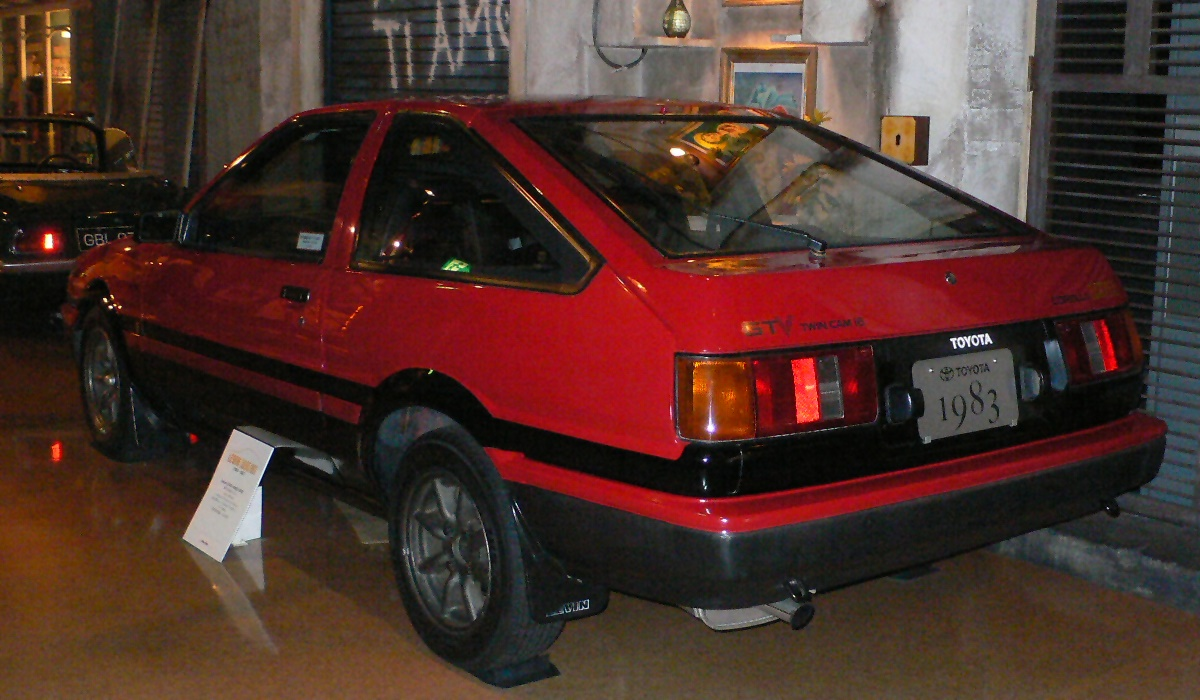
AE86 Levin - tył nadwozia